# Aleksandr Abdalin
Aleksandr Stiepanowicz Abdalin (ros. Александр Степанович Абдалин, ur. 12 grudnia?/25 grudnia 1906 w Chmielince w guberni saratowskiej, zm. 23 października 1978 w Taszkencie) – radziecki działacz partyjny i państwowy, zastępca przewodniczącego Prezydium Rady Najwyższej Uzbeckiej SRR w latach 1963–1978.
Od 1922 był robotnikiem, od 1930 członek WKP(b), instruktor KC Komunistycznej Partii (bolszewików) Uzbekistanu, zastępca kierownika, później kierownik Wydziału KC KP(b)U, II sekretarz Komitetu Obwodowego KP(b)U w Ferganie, później II sekretarz obwodowy KP(b)U w Taszkencie. Od 1963 do śmierci zastępca przewodniczącego Prezydium Rady Najwyższej Uzbeckiej SRR. Przewodniczący Uzbeckiego Republikańskiego Towarzystwa Ochrony Przyrody. Deputowany do Rady Najwyższej Uzbeckiej SRR od 3 do 9 kadencji.

## Odznaczenia
- Order Rewolucji Październikowej
- Order Czerwonego Sztandaru Pracy (pięciokrotnie)
- Order Czerwonej Gwiazdy
- Order „Znak Honoru”